# Cordova (Nebraska)
Cordova es una villa ubicada en el condado de Seward en el estado estadounidense de Nebraska. En el Censo de 2010 tenía una población de 137 habitantes y una densidad poblacional de 212,43 personas por km².

## Geografía
Cordova se encuentra ubicada en las coordenadas 40°42′59″N 97°21′6″O / 40.71639, -97.35167. Según la Oficina del Censo de los Estados Unidos, Cordova tiene una superficie total de 0.64 km², de la cual 0.64 km² corresponden a tierra firme y (0%) 0 km² es agua.

## Demografía
Según el censo de 2010, había 137 personas residiendo en Cordova. La densidad de población era de 212,43 hab./km². De los 137 habitantes, Cordova estaba compuesto por el 98.54% blancos, el 0% eran afroamericanos, el 0% eran amerindios, el 0% eran asiáticos, el 0% eran isleños del Pacífico, el 0.73% eran de otras razas y el 0.73% pertenecían a dos o más razas. Del total de la población el 1.46% eran hispanos o latinos de cualquier raza.